# Sticks + Stones
Sticks + Stones – debiutancki album angielskiej wokalistki Cher Lloyd, wydany w 7 listopada 2011 roku w Wielkiej Brytanii przez wytwórnię płytową Syco Music. W pierwszym tygodniu po premierze album rozszedł się w 55,668 egzemplarzy dzięki czemu uplasował się na 4 miejscu UK Albums Chart.
Do czerwca 2012 roku na wyspach brytyjskich album rozszedł się w 224,198 egzemplarzy. 2 października 2012 roku album został wydany w Stanach Zjednoczonych przez wytwórnię Epic Records debiutując w pierwszym tygodniu po premierze na 9 pozycji Billboard 200 przy sprzedaży 32,948 kopii.

## Lista utworów
| #   | Tytuł | Czas |
| --- | --- | ---- |
| 1.  | "Grow Up" (featuring Busta Rhymes) Autor: Cher Lloyd, Kevin Rudolf, Jacob Kasher, Savan Kotecha, Andrew Harr, Jermaine Jackson, Trevor Smith Producent: Kevin Rudolf, The Runners | 3:00 |
| 2.  | "Want U Back" Autor: Savan Kotecha, Shellback Producent: Shellback | 3:34 |
| 3.  | "With Ur Love" (featuring Mike Posner) Autor: Shellback, Max Martin, Savan Kotecha, Mike Posner Producent: Shellback                                                              | 3:45 |
| 4.  | "Swagger Jagger'" Autor: Lloyd, Autumn Rowe, Jackson, Harr, Andre Davidson, Sean Davidson, The Strangerz. Producent: The Runners, The Monarch                                     | 3:12 |
| 5.  | "Beautiful People" (featuring Carolina Liar) Autor: Chad Wolfinbarger, Alexander Kronlund, Tom Hamilton Producent: Shellback, Max Martin                                          | 3:31 |
| 6.  | "Playa Boi" Autor: Nadir Khayat, AJ Junior, Johnny Powers, Neneh Cherry, Cameron McVey, James Philip Morgan, Philip Ramocon Producent: RedOne, Johnny Powers                      | 2:52 |
| 7.  | "Superhero" Autor: Michael Perry Producent: Jukebox | 3:28 |
| 8.  | "Over the Moon" Autor: Lloyd, Kotecha, RedOne, Junior, Hajji, Eric Sanicola Producent: RedOne, Eric Sanicola, Jimmy Joker                                                         | 2:58 |
| 9.  | "Dub on the Track"(featuring Mic Righteous, Dot Rotten and Ghetts) Autor: Lloyd, Livvi Franc, Toby Gad Producent: Gad                                                             | 3:53 |
| 10. | "End Up Here" Autor: Lloyd, Jackson Producent: Jukebox | 3:30 |
| 11. | "Oath" (featuring Becky G) Autor: Lloyd, Lukasz Gottwald, Henry Walter, Becky Gomez Producent: Dr Luke, Cirkut                                                                    | 3:38 |

- Utwór "Oath" znajduje się na wydanej w Stanach Zjednoczonych oraz Wielkiej Brytanii Deluxe Edition.

## Notowania i certyfikaty
| Lista (2011–2012)              | Najwyższa pozycja |
| ------------------------------ | ----------------- |
| Australia (ARIA Charts)        | 30                |
| Irlandia (IRMA)                | 7                 |
| Japonia (Oricon)               | 46                |
| Kanada (Canadian Albums Chart) | 11                |
| Nowa Zelandia (RIANZ)          | 31                |
| Szkocja (OCC)                  | 2                 |
| UK Albums Chart                | 4                 |
| U.S. Billboard 200             | 9                 |

| Kraj            | Certyfikat |
| --------------- | ---------- |
| Irlandia (IRMA) | Złoto      |

## Historia wydania
| Kraj              | Data                 | Format               | Wytwórnia    | Edycja      |
| ----------------- | -------------------- | -------------------- | ------------ | ----------- |
| Irlandia          | 4 listopada 2011     | Digital download, CD | Sony Music   | Standardowa |
| Hiszpania         | 7 listopada 2011     | Digital download     | Syco Music   | Standardowa |
| Wielka Brytania   | 7 listopada 2011     | Digital download, CD | Syco Music   | Standardowa |
| Nowa Zelandia     | 20 lutego 2012       | Digital download, CD | Syco Music   | Standardowa |
| Tajwan            | 21 lutego 2012       | Digital download, CD | Sony Taiwan  | Standardowa |
| Stany Zjednoczone | 25 września 2012     | LP                   | Epic Records | Reedycja    |
| Stany Zjednoczone | 2 października 2012  | Digital download, CD | Epic Records | Reedycja    |
| Australia         | 5 października 2012  | Digital download, CD | Sony Music   | Reedycja    |
| Japonia           | 23 października 2012 | Digital download, CD | Sony Japan   | Reedycja    |
| Indie             | 9 listopada 2012     | Digital download     | Epic Records | Deluxe      |
| Malezja           | 12 listopada 2012    | Digital download     | Razor & Tie  | Deluxe      |
| Wielka Brytania   | bd.                  | Digital download, CD | Syco Music   | Deluxe      |